# Colonel Hill
Colonel Hill est une ville des Bahamas.
La ville comptait 290 habitants en 1990. 